# Episodi di The Night Agent (seconda stagione)
La seconda stagione della serie televisiva The Night Agent, composta da 10 episodi, è stata interamente pubblicata su Netflix, in tutti i paesi in cui è disponibile, il 23 gennaio 2025.
| nº | Titolo originale    | Titolo italiano           | Pubblicazione USA | Pubblicazione italiana |
| -- | ------------------- | ------------------------- | ----------------- | ---------------------- |
| 1  | Call Tracking       | Telefoni monitorati       | 23 gennaio 2025   | 23 gennaio 2025        |
| 2  | Disconnected        | Disconnesso               | 23 gennaio 2025   | 23 gennaio 2025        |
| 3  | Government Property | Proprietà del governo     | 23 gennaio 2025   | 23 gennaio 2025        |
| 4  | Desperate Measures  | Interventi disperati      | 23 gennaio 2025   | 23 gennaio 2025        |
| 5  | A Family Matter     | Una questione di famiglia | 23 gennaio 2025   | 23 gennaio 2025        |
| 6  | A Good Agent        | Un buon agente            | 23 gennaio 2025   | 23 gennaio 2025        |
| 7  | Tilt                | Tilt                      | 23 gennaio 2025   | 23 gennaio 2025        |
| 8  | Divergence          | Divergenza                | 23 gennaio 2025   | 23 gennaio 2025        |
| 9  | Cultural Exchange   | Scambio culturale         | 23 gennaio 2025   | 23 gennaio 2025        |
| 10 | Buyer’s Remorse     | Rimorso dell'acquirente   | 23 gennaio 2025   | 23 gennaio 2025        |

## Telefoni monitorati
- Titolo originale: Call Tracking
- Diretto da: Guy Ferland
- Scritto da: Shawn Ryan